# Asteriscus graveolens
Asteriscus graveolens es una especie del género Asteriscus nativa de las Islas Canarias. Se distribuye desde Mauritania por Sudán y Egipto hasta Arabia.

## Descripción
Asteriscus graveolens es una especie nativa en la isla de Gran Canaria, estando representada por la ssp.odorus (Schousb.) Greuter y por la ssp.stenophyllus (Link) Greuter, siendo esta última endémica de la isla. Se diferencia del resto de especies del género en las islas por sus hojas lineares y densamente vellosas en la ssp.stenophyllus (Link) Greuter. o algo más anchas y cortamente pubescentes en la ssp.odorus (Schousb.) Greuter. Los capítulos son de unos 2 cm de diámetro en la primera subespecie y algo más pequeños, de unos 1,5 cm en la segunda. 

## Taxonomía
Asteriscus graveolens fue descrita por (Forssk.) Less.  y publicado en Syn. Gen. Compos. 210. 1832
Etimología
Asteriscus: nombre genérico que procede del griego asteriskos, que significa pequeña estrella.
graveolens: epíteto latino que significa muy oloroso.
Sinonimia:
- Asteriscus graveolens subsp. graveolens
- Buphthalmum graveolens Forssk. (1775) basónimo
- Nauplius graveolens (Forssk.) Wiklund (1986)
- Nauplius graveolens subsp. graveolens
- Odontospermum graveolens (Forssk.) Sch.Bip.
- Bubonium graveolens (Forssk.) Maire (1936)
- Bubonium graveolens subsp. graveolens
- Ceruana schimperi Boiss. (1849)
- Asteriscus schimperi (Boiss.) Boiss. (1875)
- Bubonium graveolens var. ambiguum Maire[2]

## Nombre común
Se conoce como "botonera".